# Usagi Yojimbo
Usagi Yojimbo (česky Králík osobní strážce) je japonský knižní komiks autora americko-japonského původu Stana Sakaie, který se narodil v Kjótu v roce 1953. Později vyrůstal na Havajských ostrovech a nyní žije se svou rodinou v Kalifornii. Děj se odehrává v Japonsku na počátku 17. století v období Edo. Vypráví o Miyamoto Usagi – róninovi, samuraji bez pána. V příběhu nevystupují lidé, nýbrž zvířata s lidskými vlastnostmi. Usagi přišel v bitvě o pána a nyní putuje světem a zdokonaluje si své dovednosti. Cestou potkává zvláštní postavy jako jsou například lovec odměn Gen a Kitsune (česky liška). Jedná se však o komiks pro dospělé, v němž se někdy odehrávají velmi dramatické příběhy. Je považovaný za jeden z nejlepších komiksů na světě, získal také několik ocenění.

## Knihy
Usagi Yojimbo vychází v USA v sešitech a později jsou větší celky skládány do knih. První díly (knihy 1-7) vyšly v nakladatelství Fantagraphics, 16 sešitů (knihy 8-10) v Mirage Comics a všechny následující v Dark Horse. Od roku 2020 (tj. od knihy 34) přešel Sakai do nakladatelství IDW, které začalo vydávat Usagiho v barvě (předchozí díly byly všechny černobílé).
Sérii v ČR vydává komiksové nakladatelství Crew .
- UY 01: Ronin (2007, 2011, originál: The Ronin, 1987)
- UY 02: Samuraj (2007, 2011, orig.: Samurai, 1989)
- UY 03: Cesta poutníka (2008, orig.: The Wanderer's Road, 1989)
- UY 04: Spiknutí draka (2008, orig.: The Dragon Bellow Conspiracy, 1990)
- UY 05: Kozel samotář a dítě (2008, orig.: Lone Goat and Kid, 1992)
- UY 06: Kruhy (2009, orig.: Circles, 1994)
- UY 07: Genův příběh (2009, orig.: Gen's Story, 1996)
- UY 08: Stíny smrti (2006, 2011, orig.: Shades of Death, 1997)
- UY 09: Daisho (2005, orig.: Daisho, 1998)
- UY 10: Mezi životem a smrtí (2005, 2011, orig.: The Brink of Life and Death, 1998)
- UY 11: Roční období (2006, 2012, orig.: Seasons, 1999)
- UY 12: Ostří trav (2010, orig.: Grasscutter, 1999)
- UY 13: Šedé stíny (2010, orig.: Grey Shadows, 2000)
- UY 14: Maska démona (2011, orig.: Demon Mask, 2001)
- UY 15: Ostří trav II – Pouť do svatyně Atsuta (2011, orig.: Grasscutter II — Journey to Atsuta Shrine, 2002)
- UY 16: Bezměsíčná noc (2012, orig.: The Shrouded Moon, 2003)
- UY 17: Souboj v Kitanoji (2012, orig.: Duel at Kitanoji, 2003)
- UY 18: Na cestách s Jotarem (2012, orig.: Travels with Jotaro, 2004)
- UY 19: Otcové a synové (2013, orig.: Fathers and Sons, 2005)
- UY 20: Záblesky smrti (2013, orig.: Glimpses of Death, 2006)
- UY 21: Matka hor (2014, orig.: The Mother of Mountains, 2007)
- UY 22: Příběh Tomoe (2014, orig.: Tomoe's Story, 2008)
- UY 23: Most slz (2015, orig.: Bridge of tears, 2009)
- UY 24: Návrat černé duše (2015, orig.: Return of the Dark Soul, 2010)
- UY 25: Hon na lišku (2016, orig.: Fox Hunt, 2011)
- UY 26: Zrádci země (2017, orig.: Traitors of the Earth, 2012)
- UY 27: Město zvané peklo (2017, orig.: A Town Called Hell, 2013)
- UY 28: Červený škorpion (2018, orig.: Red Scorpion, 2014)
- UY 29: Dvě stě sošek jizo (2018, orig.: Two-Hundred Jizo, 2015)
- UY 30: Zloději a špehové (2018, orig.: Thieves and Spies, 2016)
- UY 31: Pekelná malba (2019, orig.: The Hell Screen, 2017)
- UY 32: Záhady (2019, orig.: Mysteries, 2018)
- UY 33: Skrytí (2020, orig.: The Hidden, 2019)
- UY 34: Bunraku a další příběhy (2021, orig.: Bunraku and Other Stories, 2020)
- UY 35: Návrat domů (2021, orig.: Homecoming, 2021)
- UY 36: Válka tenguů (2022, orig.: Tengu War!, 2022)
- UY 37: Křižovatky (2022 orig.: Crossroads, 2023)
- UY 38: Zelený drak (2023, orig.: The green dragon, 2024)

Speciály:
- Vesmírný Usagi (2014, orig.: Space Usagi, 1998) – sci-fi pojednávající o vzdáleném potomku Usagiho
- Yokai (2012, orig.: Yokai, 2009) – barevný speciál k 25. výročí komiksu
- Senso (2016, orig.: Senso, 2015) – příběh odehrávající se 15 let po událostech série
- Chibi Usagi: Útok breberek čiperek (2021, orig.: Chibi Usagi: Attack of the Heebie Chibis, 2022) - komiks napsaný ženou Stana Sakaie, Julie Sakai